# 森特鎮區 (愛荷華州波特瓦特米縣)
森特鎮區（英語：Center Township）是位於美國愛荷華州波特瓦特米縣的一個行政鎮區。

## 地方資料
根據2010年美國人口普查的數據，森特鎮區的面積為92.29平方千米，當中陸地面積為92.21平方千米，而水域面積為0.08平方千米。當地共有人口219人，而人口密度為每平方千米2.37人。